# Nati nel 1951/Luglio
| Questa pagina contiene informazioni ricavate automaticamente dalle voci biografiche con l'ausilio del template Bio e di un bot. L'aggiornamento è periodico e automatico e ricostruisce completamente la pagina. Se manca una persona in questa lista, sei pregato di non aggiungerla, ma accertati piuttosto che la sua voce biografica contenga il template Bio e che i dati anagrafici siano correttamente compilati. Se il template Bio manca, inseriscilo tu stesso o, in alternativa, metti l'avviso {{tmp\|Bio}} che ne segnala la mancanza. Se i dati riportati sono sbagliati, correggi direttamente la voce biografica; le modifiche saranno visibili in questa lista entro pochi giorni. Per chiarimenti vedi il progetto biografie. La lista contiene solo le 261 persone che sono citate nell'enciclopedia e per le quali è stato implementato correttamente il template Bio. Pagina aggiornata al 18 lug 2025. |

- 1º luglio - Wolfgang Benkert, ex calciatore tedesco orientale
- 1º luglio - Charlie Bermúdez, ex cestista portoricano
- 1º luglio - Trevor Eve, attore britannico
- 1º luglio - Imre Gedővári, schermidore ungherese († 2014)
- 1º luglio - Klaus-Peter Justus, ex mezzofondista tedesco
- 1º luglio - Abdoulkader Kamil Mohamed, politico gibutiano
- 1º luglio - Tom Kozelko, ex cestista statunitense
- 1º luglio - Terrence Mann, cantante, attore e ballerino statunitense
- 1º luglio - José Nazabal, ex ciclista su strada spagnolo
- 1º luglio - Romano Scarfagna, politico italiano
- 1º luglio - Fred Schneider, cantante e polistrumentista statunitense
- 1º luglio - Spot, produttore discografico e polistrumentista statunitense († 2023)
- 1º luglio - Victor Willis, cantante, compositore e attore statunitense
- 2 luglio - Carlo Caglieris, ex cestista italiano
- 2 luglio - Antonio Cancian, ingegnere e politico italiano
- 2 luglio - Ronny Coutteure, attore, sceneggiatore e regista belga († 2000)
- 2 luglio - Maurizio De Benedictis, storico del cinema, storico della letteratura e scrittore italiano († 2021)
- 2 luglio - Fabio Frizzi, compositore e musicista italiano
- 2 luglio - Jack Gantos, scrittore statunitense
- 2 luglio - Jarmo Koski, attore e doppiatore finlandese
- 2 luglio - Guido Magherini, dirigente sportivo e ex calciatore italiano
- 2 luglio - Guido Michelini, glottologo e linguista italiano († 2020)
- 2 luglio - Enrico Molinari, psicologo e psicoterapeuta italiano
- 2 luglio - Sylvia Rivera, attivista statunitense († 2002)
- 2 luglio - Michele Santoro, giornalista, conduttore televisivo e autore televisivo italiano
- 2 luglio - Alejandro Urgellés, cestista cubano († 1984)
- 2 luglio - Munawwaruz Zaman, hockeista su prato e allenatore di hockey su prato pakistano († 1994)
- 3 luglio - Giōrgos Delīkarīs, ex calciatore greco
- 3 luglio - Jean-Claude Duvalier, politico haitiano († 2014)
- 3 luglio - Bob Rigby, ex calciatore statunitense
- 3 luglio - Renato Rizzi, architetto italiano
- 3 luglio - Pero Sudar, vescovo cattolico bosniaco
- 4 luglio - John Alexander, politico e ex tennista australiano
- 4 luglio - Khajag Barsamian, arcivescovo armeno
- 4 luglio - Ralph Johnson, cantante, compositore e musicista statunitense
- 4 luglio - Kathleen Kennedy Townsend, politica e avvocato statunitense
- 4 luglio - Margherita Palli, scenografa svizzera
- 4 luglio - Giancarlo Scarchilli, regista e sceneggiatore italiano
- 4 luglio - Doug Somner, ex calciatore britannico
- 4 luglio - Slavica Đukić Dejanović, politica serba
- 5 luglio - Jeff Austin, ex tennista statunitense
- 5 luglio - Brad Daugherty, giocatore di poker statunitense
- 5 luglio - John C. Fleming, politico statunitense
- 5 luglio - Keiko Fuji, cantante e attrice giapponese († 2013)
- 5 luglio - Enrico Galmozzi, terrorista italiano
- 5 luglio - Goose Gossage, ex giocatore di baseball statunitense
- 5 luglio - Robert Joseph McManus, vescovo cattolico statunitense
- 5 luglio - Maartje van Putten, politica olandese
- 5 luglio - Johnny Rodgers, ex giocatore di football americano statunitense
- 5 luglio - Margarita Štărkelova, cestista bulgara († 2025)
- 5 luglio - Gilbert Van Binst, calciatore belga († 2025)
- 5 luglio - Roger Wicker, politico, militare e avvocato statunitense
- 6 luglio - Geert Bourgeois, politico e avvocato belga
- 6 luglio - Lyn Lemaire, ex triatleta e ciclista su strada statunitense
- 6 luglio - Lynda S. Robinson, scrittrice statunitense
- 6 luglio - Geoffrey Rush, attore australiano
- 7 luglio - Giuliano Carmignola, violinista italiano
- 7 luglio - Blondie Chaplin, cantante e chitarrista sudafricano
- 7 luglio - Cristina Crippa, attrice teatrale e regista teatrale italiana
- 7 luglio - Michael Henderson, bassista e cantante statunitense († 2022)
- 7 luglio - Shigemi Ishii, ex calciatore giapponese
- 7 luglio - Salvatore Lupo, storico italiano
- 7 luglio - Lina Prosa, regista teatrale e drammaturga italiana
- 7 luglio - Roz Ryan, attrice e cantante statunitense
- 7 luglio - Sergio Sablich, musicologo e saggista italiano († 2005)
- 7 luglio - Jorawar Singh, ex cestista indiano
- 7 luglio - Pietro Speranza, scrittore italiano
- 8 luglio - Gianfranco Cozzi, politico italiano († 2004)
- 8 luglio - Patrizio Fariselli, pianista e compositore italiano
- 8 luglio - Jim Fleming, arbitro di rugby a 15 britannico
- 8 luglio - Maïmouna Guerresi, fotografa e scultrice italiana
- 8 luglio - Anjelica Huston, attrice statunitense
- 8 luglio - Adalberto Martínez Flores, cardinale e arcivescovo cattolico paraguaiano
- 8 luglio - Antonio Paravia, politico italiano
- 8 luglio - Martino Ragusa, scrittore, gastronomo e giornalista italiano
- 8 luglio - Horacio Salinas, chitarrista e compositore cileno
- 8 luglio - Alison Weir, scrittrice inglese
- 9 luglio - Chris Cooper, attore statunitense
- 9 luglio - Paolo Dalle Fratte, politico italiano († 2022)
- 9 luglio - Māris Gailis, politico lettone
- 9 luglio - Bjørn Halvorsen, ex calciatore norvegese
- 9 luglio - Mick Martin, ex calciatore irlandese
- 9 luglio - Maxie Parks, ex velocista statunitense
- 10 luglio - Donato Bilancia, criminale e serial killer italiano († 2020)
- 10 luglio - Franco Brevini, storico della letteratura, critico letterario e saggista italiano
- 10 luglio - Ken Charles, ex cestista e allenatore di pallacanestro trinidadiano
- 10 luglio - Allie McGuire, ex cestista statunitense
- 10 luglio - Rajnath Singh, politico indiano
- 10 luglio - Romulo Geolina Valles, arcivescovo cattolico filippino
- 10 luglio - Roberto Vasai, politico italiano
- 11 luglio - Edo Bertoglio, fotografo e regista svizzero
- 11 luglio - Max Delys, attore francese († 1993)
- 11 luglio - Massimo Galli, medico italiano
- 11 luglio - Ron King, ex cestista statunitense
- 11 luglio - Walter Meeuws, allenatore di calcio e ex calciatore belga
- 11 luglio - Jacques Michaud, dirigente sportivo e ex ciclista su strada francese
- 11 luglio - Guido Milanese, politico italiano
- 11 luglio - Roberto Morinini, calciatore e allenatore di calcio svizzero († 2012)
- 11 luglio - Nikolaj Patrušev, politico, generale e ex agente segreto russo
- 11 luglio - Roberta Piazzi, cantante italiana
- 12 luglio - Ferdinando Abbri, filosofo e storico della scienza italiano
- 12 luglio - Carl Barisich, giocatore di football americano statunitense
- 12 luglio - Petru Bogatu, giornalista e scrittore moldavo († 2020)
- 12 luglio - Stuart Devenie, attore e regista teatrale neozelandese
- 12 luglio - Nicola Fusillo, politico italiano
- 12 luglio - Brian Grazer, produttore cinematografico e produttore televisivo statunitense
- 12 luglio - Dominic Jala, arcivescovo cattolico indiano († 2019)
- 12 luglio - Cheryl Ladd, attrice e cantante statunitense
- 12 luglio - James Lister, cestista statunitense († 2010)
- 12 luglio - Françoise Macchi, ex sciatrice alpina francese
- 12 luglio - Claudio Ronco, medico italiano
- 12 luglio - Sylvia Sass, soprano ungherese
- 12 luglio - Jamey Sheridan, attore statunitense
- 13 luglio - Rob Bishop, politico statunitense
- 13 luglio - Didi Conn, attrice statunitense
- 13 luglio - Clem Grogan, criminale statunitense
- 13 luglio - Giorgio Mastropasqua, allenatore di calcio e ex calciatore italiano
- 13 luglio - Michele Antonio Varano, mafioso italiano
- 14 luglio - Marco Di Tillo, autore televisivo, scrittore e regista italiano
- 14 luglio - Esther Dyson, giornalista statunitense
- 14 luglio - Władysław Stecyk, ex lottatore polacco
- 15 luglio - Marzio Breda, giornalista e saggista italiano
- 15 luglio - Dušan Herda, ex calciatore cecoslovacco
- 15 luglio - Gregory Isaacs, cantante giamaicano († 2010)
- 15 luglio - Jesse Ventura, politico, attore e ex wrestler statunitense
- 16 luglio - Dan Bricklin, informatico e imprenditore statunitense
- 16 luglio - Sergio Cassingena, imprenditore e dirigente sportivo italiano
- 16 luglio - Al Cliver, attore italiano
- 16 luglio - Dušan Hejbal, vescovo vetero-cattolico ceco
- 16 luglio - Suki Lahav, violinista, scrittrice e attrice israeliana
- 16 luglio - Giuseppe Marciante, vescovo cattolico italiano
- 16 luglio - Bobby Previte, musicista e batterista statunitense
- 16 luglio - Franco Serantini, anarchico italiano († 1972)
- 16 luglio - Ruth White, ex schermitrice statunitense
- 17 luglio - Lucie Arnaz, attrice statunitense
- 17 luglio - Xavier de Marnhac, generale francese
- 17 luglio - Mark Bowden, scrittore statunitense
- 17 luglio - Spartak Braho, politico albanese
- 17 luglio - Zenos Frudakis, scultore statunitense
- 17 luglio - Florian Kronbichler, politico e giornalista italiano
- 17 luglio - Duško Mrduljaš, ex canottiere croato
- 18 luglio - Claudio Bordon, preparatore atletico italiano
- 18 luglio - Henry Caicedo, calciatore colombiano († 2023)
- 18 luglio - Anthony Cekada, presbitero, teologo e scrittore statunitense († 2020)
- 18 luglio - John Coyne, ex calciatore inglese
- 18 luglio - Elio Di Rupo, politico belga
- 18 luglio - Kevin Elyot, drammaturgo e sceneggiatore inglese († 2014)
- 18 luglio - Wardell Jackson, ex cestista statunitense
- 18 luglio - Margo Martindale, attrice statunitense
- 18 luglio - Ramon Moraldo, ex calciatore trinidadiano
- 19 luglio - Monika Baumgartner, attrice e regista tedesca
- 19 luglio - Franco Blezza, pedagogista italiano
- 19 luglio - Mario Cavallaro, politico italiano
- 19 luglio - Giancarlo Ceccarini, baritono italiano
- 19 luglio - Anders Farstad, ex calciatore norvegese
- 19 luglio - Abel Ferrara, regista, sceneggiatore e attore statunitense
- 19 luglio - Dan Hicks, attore statunitense († 2020)
- 19 luglio - Rafael Palomar, ex cestista messicano
- 19 luglio - Clara Podda, ex tennistavolista italiana
- 20 luglio - Björn Andersson, ex calciatore svedese
- 20 luglio - Larry Black, velocista statunitense († 2006)
- 20 luglio - Paulette Bourgeois, scrittrice canadese
- 20 luglio - Anna Dymna, attrice polacca
- 20 luglio - Mike Macaluso, cestista statunitense († 2022)
- 20 luglio - Jeff Rawle, attore e scrittore britannico
- 20 luglio - Fritz Sperberg, attore statunitense
- 20 luglio - John Thompson, sociologo britannico
- 21 luglio - Donato Altomare, autore di fantascienza italiano
- 21 luglio - Patrick Gabarrou, alpinista francese
- 21 luglio - Eberhard Gienger, ex ginnasta e politico tedesco
- 21 luglio - Joseph Lau, imprenditore inglese
- 21 luglio - Pino Minafra, trombettista e compositore italiano
- 21 luglio - Richard Rich, regista, produttore cinematografico e sceneggiatore statunitense
- 21 luglio - Giuliano Salis, chitarrista italiano
- 21 luglio - Giovanni Serges, giurista e costituzionalista italiano
- 21 luglio - Lillias White, attrice e cantante statunitense
- 21 luglio - Robin Williams, attore e comico statunitense († 2014)
- 22 luglio - Ghaleb Moussa Abdalla Bader, arcivescovo cattolico giordano
- 22 luglio - Mario Barbi, politico italiano
- 22 luglio - Roberto Barbolini, critico letterario, critico teatrale e scrittore italiano
- 22 luglio - Giovanni Battaglin, ex ciclista su strada italiano
- 22 luglio - Richard Bennett, chitarrista, compositore e produttore discografico statunitense
- 22 luglio - J.V. Cain, giocatore di football americano statunitense († 1979)
- 22 luglio - Daniele, monaco cristiano e arcivescovo ortodosso rumeno
- 22 luglio - Tisa Farrow, attrice statunitense († 2024)
- 22 luglio - Clotilde Fasolis, ex sciatrice alpina e golfista italiana
- 22 luglio - Marte Samson, ex cestista filippino
- 22 luglio - Slick Watts, cestista statunitense († 2025)
- 23 luglio - Fabrizio Della Seta, musicologo italiano
- 23 luglio - Stefano Dradi, ex calciatore italiano
- 23 luglio - Steve Fenwick, rugbista a 15 e dirigente d'azienda britannico
- 23 luglio - Manolo Flores, ex cestista e allenatore di pallacanestro spagnolo
- 23 luglio - Michael McConnohie, doppiatore, attore e scrittore statunitense
- 23 luglio - Massimo Presciutti, disegnatore italiano
- 23 luglio - David Roberts, ex astista statunitense
- 24 luglio - Lynda Carter, attrice e cantante statunitense
- 24 luglio - Ruediger Dahlke, medico, psicoterapeuta e scrittore tedesco
- 24 luglio - Pietro Ghetti, ex calciatore italiano
- 24 luglio - Zbigniew Mikołejko, storico delle religioni e saggista polacco († 2024)
- 24 luglio - Chris Smith, politico britannico
- 24 luglio - Skip Young, wrestler statunitense († 2010)
- 25 luglio - Mahamadou Danda, politico nigerino
- 25 luglio - Mario Guidetti, allenatore di calcio e ex calciatore italiano
- 25 luglio - Jurij Koval'čuk, imprenditore russo
- 25 luglio - Jack Thompson, attivista statunitense
- 25 luglio - Verdine White, bassista statunitense
- 25 luglio - Bob Wilkinson, rugbista a 15 e imprenditore britannico († 2021)
- 26 luglio - Frank Aaen, economista e politico danese
- 26 luglio - Bernard Challandes, allenatore di calcio e ex calciatore svizzero
- 26 luglio - Vincenzo D'Anna, politico e biologo italiano
- 26 luglio - Daniel Everett, linguista, antropologo e docente statunitense
- 26 luglio - Phil Hankinson, cestista statunitense († 1996)
- 26 luglio - William McArthur, ex astronauta statunitense
- 26 luglio - Pieter Mulder, politico sudafricano
- 26 luglio - Andrea Prunecchi, ex calciatore italiano
- 26 luglio - Mike Rae, ex giocatore di football americano statunitense
- 27 luglio - Bernardo Atxaga, scrittore e poeta spagnolo
- 27 luglio - Fabrizio Bartaletti, geografo italiano
- 27 luglio - Vishwa Mohan Bhatt, musicista indiano
- 27 luglio - Ugo Boghetta, politico italiano
- 27 luglio - Manuel Cajuda, allenatore di calcio e ex calciatore portoghese
- 27 luglio - Maura Cossutta, politica italiana
- 27 luglio - Claudio Malagoli, cestista italiano († 1988)
- 27 luglio - Oreste Perri, ex canoista, politico e dirigente sportivo italiano
- 27 luglio - Kazuo Saitō, allenatore di calcio e ex calciatore giapponese
- 27 luglio - Rolf Thung, ex tennista olandese
- 28 luglio - Santiago Calatrava, architetto, ingegnere e scultore spagnolo
- 28 luglio - Doug Collins, ex cestista, allenatore di pallacanestro e dirigente sportivo statunitense
- 28 luglio - Gregg Giuffria, tastierista statunitense
- 28 luglio - Carmen Ionesco, ex discobola e pesista rumena
- 28 luglio - Ray Kennedy, calciatore e allenatore di calcio britannico († 2021)
- 28 luglio - Danny Mann, doppiatore, animatore e sceneggiatore statunitense
- 28 luglio - Dino Pesole, editorialista e giornalista italiano
- 28 luglio - Francis Piasecki, calciatore e allenatore di calcio francese († 2018)
- 28 luglio - Alfredo Pérez Rubalcaba, chimico e politico spagnolo († 2019)
- 28 luglio - Marcela Serrano, scrittrice cilena
- 28 luglio - Carlos Simões, ex calciatore portoghese
- 28 luglio - Anthony Williams, politico statunitense
- 29 luglio - Claude Bartolone, politico francese
- 29 luglio - Susan Blackmore, psicologa britannica
- 29 luglio - Mario Delpini, arcivescovo cattolico italiano
- 29 luglio - Fausto Landini, allenatore di calcio e ex calciatore italiano
- 29 luglio - Gavan O'Herlihy, attore irlandese († 2021)
- 29 luglio - Samuel J. Palmisano, dirigente d'azienda e musicista statunitense
- 29 luglio - Gabriella Pistone, politica italiana
- 29 luglio - Deborah Pryce, politica e avvocato statunitense
- 30 luglio - Erwin Leder, attore austriaco
- 30 luglio - Emiliano Macchi, calciatore italiano († 2013)
- 30 luglio - Joseph-Francis Sumégné, artista e scultore camerunese
- 30 luglio - Jane Swagerty, ex nuotatrice statunitense
- 31 luglio - Sufri Bolkiah, principe e dirigente sportivo bruneiano
- 31 luglio - Joey Fink, ex calciatore statunitense
- 31 luglio - Richard Fletcher-Vane, II barone Inglewood, politico britannico
- 31 luglio - Evonne Goolagong, ex tennista australiana
- 31 luglio - Carlo Karges, musicista, compositore e chitarrista tedesco († 2002)
- 31 luglio - Howard Levy, armonicista, pianista e compositore statunitense
- 31 luglio - Renè Mantegna, percussionista italiano († 2013)
- 31 luglio - Martin Mosebach, scrittore e sceneggiatore tedesco
- 31 luglio - Giovanni Solimine, bibliografo italiano
- 31 luglio - Nicholas True, barone True, politico britannico
- 31 luglio - Barry Van Dyke, attore statunitense